# Piero Hincapié
Piero Martín Hincapié Reyna (n. 9 ianuarie 2002, Esmeraldas, Ecuador) este un fotbalist profesionist ecuadorian care joacă ca fundaș central sau fundaș stânga la clubul din Bundesliga Bayer Leverkusen și la echipa națională a Ecuadorului.

## Cariera pe echipe
Hincapié a început să joace fotbal la vârsta de șapte ani, inițial pentru cluburile locale Escuela Refinería, Emelec și Barcelona. În vârstă de zece ani, fundașul s-a mutat la Guayaquil cu Norte América. După o perioadă cu Deportivo Azogues, s-a alăturat lui Independiente del Valle în noiembrie 2016. Hincapié a fost promovat în prima echipă în august 2019 pentru un meci din Liga Pro cu Mushuc Runa. A fost inclus în echipa de start și a jucat toată durata unei înfrângeri restrânse acasă. În campania ulterioară din 2020, la scurt timp după ce a câștigat Copa Libertadores U-20, Hincapié a făcut apariții de pe bancă împotriva lui Universidad Católica și Macará.
Pe 20 august 2020, Hincapié a schimbat Ecuadorul cu Argentina după ce a convenit un contract de cinci ani cu Talleres, echipa din Prima Divizie a Argentinei; care a plătit 1.000.000 de dolari pentru 50% din permisul său.
În august 2021, Hincapié a semnat pentru clubul din Bundesliga Bayer Leverkusen. Și-a făcut debutul pe 16 august, intrând în meciul din faza grupelor Europa League împotriva lui Ferencváros, când Leverkusen a câștigat cu 2–1. A marcat primul său gol pentru club pe 30 septembrie, marcând primul gol împotriva lui Celtic într-o victorie cu 4-0 în Europa League. În 2024, Hincapié a făcut parte din echipa lui Leverkusen care a câștigat primul titlu de Bundesliga al clubului.

## Cariera la națională
Hincapié a apărut pentru naționala sub 15 ani a Ecuadorului în 2017. În 2019, Hincapié și-a reprezentat țara în calitate de căpitan la categoriile sub 17 ani. A jucat de șapte ori la Campionatul Sud-American sub-17 ani din Peru, înainte de a juca de patru ori la Cupa Mondială FIFA sub-17 ani din Brazilia.
Pe 13 iunie 2021, Hincapié a debutat pentru echipa de seniori a Ecuadorului într-un meci din Copa América 2021 împotriva Columbiei, jucând întregul meci în timp ce Ecuadorul a pierdut cu 1-0.
La 14 noiembrie 2022, Hincapié a fost inclus în echipa de 26 de jucători a Ecuadorului pentru Cupa Mondială din 2022. A jucat 90 de minute în victoria din faza grupelor împotriva Qatarului, remiza împotriva Olandei și înfrângerea împotriva Senegalului.

## Titluri
Independiente del Valle
- Copa Libertadores U-20: 2020

Bayer Leverkusen
- Bundesliga: 2023–24[15]
- DFB-Pokal: 2023–24
- DFL-Supercup: 2024[16]
- Vice-campion UEFA Europa League: 2023–24[17]

Individual
- Echipa mondială de tineret masculin IFFHS (U20): 2022[18]
- Echipa turneului Copa América: 2024[19]